# VRML
VRML (Virtual Reality Modeling Language, a volte letto come vermal) è un formato di file nato nel 1994 per un impiego sul World Wide Web per rappresentare grafica vettoriale 3D interattiva. L'estensione relativa a tale formato è .wrl.
Si può considerare a tutti gli effetti un formato obsoleto, non più sviluppato o utilizzato.

## Descrizione
Il VRML sfruttava un semplice file di testo per specificare le caratteristiche del poligono desiderato per definire vertici, spigoli, colore della superficie, texture, brillantezza, trasparenza ecc.
Agli elementi grafici era anche possibile associare URL in modo da permettere l'apertura di una pagina web o un nuovo file VRML da Internet attraverso un web browser. Animazioni, suoni, illuminazione ed altri aspetti del mondo virtuale potevano interagire con l'utente o attivati da eventi esterni come i timer. Uno speciale elemento, detto Script Node, permetteva l'aggiunta di procedure (ad es., scritte in Java o JavaScript). I browser odierni non supportano nativamente VRML e per fruirne i contenuti era necessario anche all'epoca fare ricorso a particolari plug-in.
I file VRML erano comunemente chiamati worlds (mondi) e spesso, al fine di migliorarne le performance di trasmissione, erano compressi utilizzando gzip.
La prima versione di VRML è stata specificata nel novembre 1994 ed era largamente basata su un precedente sviluppo di SGI.
La specifica attuale, uno standard ISO, è divisa in due parti:
1. ISO/IEC 14772-1 che definisce le funzionalità base e la codifica testuale
2. ISO/IEC 14772-2 che definisce le interfacce verso l'esterno.

La versione attuale del linguaggio è VRML97 (ISO/IEC 14772-1:1997). Come standard, VRML è stato sostituito da X3D (ISO/IEC 19775-1) che comunque può adottare la sintassi di VRML97.  Il Web3D Consortium è il consorzio incaricato di coordinare gli sviluppi del linguaggio.

## Applicativi

### Editor
- Art of Illusion

### Visualizzatori
- OpenVRML